# Abdulrasheed Umaru
Abdulrasheed Umaru Ibrahim (in arabo عبد الرشيد عمر ابراهيم‎?; 12 agosto 1999) è un calciatore qatariota, attaccante dell'Al-Ahli Doha.

## Carriera

### Club
Ha giocato nella prima divisione qatariota.

### Nazionale
Con la nazionale Under-20 qatariota ha preso parte al campionato mondiale di calcio Under-20 2019.